# Onthophagus cervus
Onthophagus cervus är en skalbaggsart som beskrevs av Fabricius 1798. Onthophagus cervus ingår i släktet Onthophagus och familjen bladhorningar. Inga underarter finns listade i Catalogue of Life.